# Gran Premio di Gran Bretagna 1995
Il Gran Premio di Gran Bretagna 1995 fu una gara di Formula 1, disputatasi il 16 luglio 1995 sul Circuito di Silverstone. Fu la ottava prova del mondiale 1995 e vide la prima vittoria in carriera di Johnny Herbert su Benetton-Renault, seguito da Jean Alesi e da David Coulthard.

## Qualifiche
| Pos | N  | Pilota                   | Costruttore/Motore | Tempo    | Gap     |
| --- | -- | ------------------------ | ------------------ | -------- | ------- |
| 1   | 5  | Damon Hill               | Williams-Renault   | 1:28.124 |         |
| 2   | 1  | Michael Schumacher       | Benetton-Renault   | 1:28.397 | +0.273  |
| 3   | 6  | David Coulthard          | Williams-Renault   | 1:28.947 | +0.823  |
| 4   | 28 | Gerhard Berger           | Ferrari            | 1:29.657 | +1.533  |
| 5   | 2  | Johnny Herbert           | Benetton-Renault   | 1:29.867 | +1.743  |
| 6   | 27 | Jean Alesi               | Ferrari            | 1:29.874 | +1.750  |
| 7   | 15 | Eddie Irvine             | Jordan-Peugeot     | 1:30.083 | +1.959  |
| 8   | 8  | Mika Häkkinen            | McLaren-Mercedes   | 1:30.140 | +2.016  |
| 9   | 14 | Rubens Barrichello       | Jordan-Peugeot     | 1:30.354 | +2.230  |
| 10  | 7  | Mark Blundell            | McLaren-Mercedes   | 1:30.453 | +2.329  |
| 11  | 25 | Martin Brundle           | Ligier-Mugen-Honda | 1:30.946 | +2.822  |
| 12  | 30 | Heinz-Harald Frentzen    | Sauber-Ford        | 1:31.602 | +3.478  |
| 13  | 26 | Olivier Panis            | Ligier-Mugen-Honda | 1:31.842 | +3.718  |
| 14  | 3  | Ukyo Katayama            | Tyrrell-Yamaha     | 1:32.087 | +3.963  |
| 15  | 23 | Pierluigi Martini        | Minardi-Ford       | 1:32.259 | +4.135  |
| 16  | 29 | Jean-Christophe Boullion | Sauber-Ford        | 1:33.166 | +5.042  |
| 17  | 9  | Massimiliano Papis       | Footwork-Hart      | 1:34.154 | +6.030  |
| 18  | 24 | Luca Badoer              | Minardi-Ford       | 1:34.556 | +6.432  |
| 19  | 10 | Taki Inoue               | Footwork-Hart      | 1:35.323 | +7.199  |
| 20  | 21 | Pedro Diniz              | Forti-Ford         | 1:36.023 | +7.899  |
| 21  | 16 | Bertrand Gachot          | Pacific-Ford       | 1:36.076 | +7.952  |
| 22  | 22 | Roberto Moreno           | Forti-Ford         | 1:36.651 | +8.527  |
| 23  | 4  | Mika Salo                | Tyrrell-Yamaha     | 1:48.639 | +20.515 |
| 24  | 17 | Andrea Montermini        | Pacific-Ford       | 1:52.398 | +24.274 |

## Gara
Al semaforo verde scatta bene Hill che mantiene la prima posizione, mentre Schumacher viene superato da Alesi, partito splendidamente dalla 6ª posizione. Al termine del primo giro Hill comanda quindi su Alesi, Schumacher, Coulthard, Herbert e Hakkinen. Berger è solo ottavo, autore di una brutta partenza. Alesi fa da tappo a Schumacher e Hill scappa via, con l'inglese che dopo 12 giri ha 14 secondi di vantaggio sul francese e sul tedesco. Coulthard e Alesi sono i primi a fermarsi ai box, mentre devono abbandonare la corsa Berger e Hakkinen. 
Hill si ferma al 22º giro ed esce 9 secondi dietro Schumacher, che ha strategia ad una sosta contro le due dell'inglese. In terza posizione c'era ora Herbert, che ai pit-stop ha passato Alesi e Coulthard, ora quarto e quinto. Al 30º giro Schumacher si ferma per la sua unica sosta ed esce a 20 secondi da Hill. Herbert è tranquillamente terzo, mentre lottano per il quarto posto Alesi e Coulthard. Hill guadagna fino a 25 secondi su Schumacher e si ferma per la seconda sosta al 40º giro, uscendo a 2 secondi dal tedesco ma con una gomma fresca per poterlo attaccare.
Al 45º giro il britannico è ormai alle calcagna del tedesco: i due arrivano alla discesa della Bridge, per poi entrare nel Complex. Hill prova un difficilissimo attacco alla Priory, agganciando il rivale e facendo finire entrambi nella via di fuga. I due contendenti sono costretti ad abbandonare il GP (il disastroso contatto sarà considerato una normale fase di corsa dalla direzione gara) e per Hill è una grandissima occasione persa, vista la pole position e visto che era nettamente più veloce di Schumacher con gomma fresca. In testa si ritrova Herbert davanti a Coulthard e Alesi (lo scozzese ha passato il francese al secondo pit-stop), seguono in zona punti Blundell, Barrichello e Panis.
Coulthard supera Herbert, ma nel frattempo riceve una penalità di stop and go per aver oltrepassato il limite di velocità in pitlane. Lo scozzese lo fa al 50º giro ma è ormai tagliato fuori dalla lotta per la vittoria, tornando in pista terzo distanziato da Herbert e Alesi. A due giri dalla fine si toccano Blundell e Barrichello, in lotta per la quarta posizione. Il brasiliano si ritira mentre l'inglese può proseguire pur con la posteriore sinistra danneggiata. Johnny Herbert vince per la prima volta in carriera davanti ad Alesi, Coulthard, Panis, Blundell e Frentzen. Nel mondiale Schumacher e Hill restano a quota 46 e 35, con Alesi che grazie ai 6 punti del secondo posto si porta a 32. Nel mondiale costruttori la Benetton allunga sulla Ferrari e sulla Williams.
| Pos | N. | Pilota                   | Costruttore/Motore | Giri | Tempo/Ritiro                | Griglia | Punti |
| --- | -- | ------------------------ | ------------------ | ---- | --------------------------- | ------- | ----- |
| 1   | 2  | Johnny Herbert           | Benetton-Renault   | 61   | 1:34:35.093                 | 5       | 10    |
| 2   | 27 | Jean Alesi               | Ferrari            | 61   | +16.479                     | 6       | 6     |
| 3   | 6  | David Coulthard          | Williams-Renault   | 61   | +23.888                     | 3       | 4     |
| 4   | 26 | Olivier Panis            | Ligier-Mugen-Honda | 61   | +1:33.168                   | 13      | 3     |
| 5   | 7  | Mark Blundell            | McLaren-Mercedes   | 61   | +1:48.172                   | 10      | 2     |
| 6   | 30 | Heinz-Harald Frentzen    | Sauber-Ford        | 60   | +1 Giro                     | 12      | 1     |
| 7   | 23 | Pierluigi Martini        | Minardi-Ford       | 60   | +1 Giro                     | 15      |       |
| 8   | 4  | Mika Salo                | Tyrrell-Yamaha     | 60   | +1 Giro                     | 23      |       |
| 9   | 29 | Jean-Christophe Boullion | Sauber-Ford        | 60   | +1 Giro                     | 16      |       |
| 10  | 24 | Luca Badoer              | Minardi-Ford       | 60   | +1 Giro                     | 18      |       |
| 11  | 14 | Rubens Barrichello       | Jordan-Peugeot     | 59   | Collisione con M.Blundell   | 9       |       |
| 12  | 16 | Bertrand Gachot          | Pacific-Ford       | 58   | +3 Giri                     | 21      |       |
| Ret | 22 | Roberto Moreno           | Forti-Ford         | 48   | Motore                      | 22      |       |
| Ret | 1  | Michael Schumacher       | Benetton-Renault   | 45   | Collisione con D.Hill       | 2       |       |
| Ret | 5  | Damon Hill               | Williams-Renault   | 45   | Collisione con M.Schumacher | 1       |       |
| Ret | 9  | Massimiliano Papis       | Footwork-Hart      | 28   | Testacoda                   | 17      |       |
| Ret | 3  | Ukyo Katayama            | Tyrrell-Yamaha     | 22   | Fine benzina                | 14      |       |
| Ret | 17 | Andrea Montermini        | Pacific-Ford       | 21   | Testacoda                   | 24      |       |
| Ret | 8  | Mika Häkkinen            | McLaren-Mercedes   | 20   | Problema elettrico          | 8       |       |
| Ret | 28 | Gerhard Berger           | Ferrari            | 20   | Ruota                       | 4       |       |
| Ret | 25 | Martin Brundle           | Ligier-Mugen-Honda | 16   | Testacoda                   | 11      |       |
| Ret | 10 | Taki Inoue               | Footwork-Hart      | 16   | Testacoda                   | 19      |       |
| Ret | 21 | Pedro Diniz              | Forti-Ford         | 13   | Cambio                      | 20      |       |
| Ret | 15 | Eddie Irvine             | Jordan-Peugeot     | 2    | Problema elettrico          | 7       |       |

## Classifiche Mondiali

### Piloti
| Pos | Pilota             | Punti |
| --- | ------------------ | ----- |
| 1   | Michael Schumacher | 46    |
| 2   | Damon Hill         | 35    |
| 3   | Jean Alesi         | 32    |
| 4   | Johnny Herbert     | 22    |
| 5   | David Coulthard    | 17    |

### Costruttori
| Pos | Team               | Punti |
| --- | ------------------ | ----- |
| 1   | Benetton-Renault   | 58    |
| 2   | Ferrari            | 49    |
| 3   | Williams-Renault   | 46    |
| 4   | Jordan-Peugeot     | 13    |
| 5   | Ligier-Mugen-Honda | 10    |

- Vengono indicate solo le prime 5 posizioni.